# Alamogordo, Novi Meksiko
Alamogordo ili Álamo Gordo (/ˌæləməˈɡɔrdoʊ/) je sjedište i gospodarsko središte okruga Otero u južnom središnjem Novom Meksiku, SAD. Grad se nalazi u Tularosi u Chihuahuaskoj pustinji. Istočno se nalazi gorje Sacramento. Alamogordo je grad koji je najbliži vojnoj zračnoj luci Holloman. Prema popisu stanovnika SAD 2010. godine, u Alamogordu je živjelo 30 403 stanovnika. Alamogordo je poznat po svezi s atomskim pokusom Trinityjem, prvom eksplozijom atomske bombe na vojnom poligonu za pokuse Alamogordo u pustinji Jornada del Muerto i po pokopu videoigara Atari 1983. godine.

## Povijest
Ljudi nastanjuju alamogordski kraj barem 11 000 godina. Današnje naselje osnovano je 1898.  radi potpore izgradnji željezničke pruge El Pasa i Sjeveroistoka. Bilo je rani primjer planskog naselja. Grad je inkorporiran 1912. Turizam je postao bitnim gospodarstvenim čimbenikom stvaranjem Nacionalnog spomenika White Sands 1934. godine. Tijekom 1950-ih i 60-ih, Alamogordo je bio neslužbenim središtem istraživanja programa pilotske sigurnosti i razvijanja američkog svemirskog programa.
Ime na španjolskom znači "velika, debela topola".
Gradu je ime dobio po šumarku topola, a ime je dao John Arthur Eddy. John Arthur Eddy bio je brat čelnika željezničke pruge El Pasa i Sjeveroistoka Charlesa Bishopa Eddyja.

## Poznati stanovnici
Predstavnici među znanstvenicima su:
- Edward Condon,  fizičar i bivši direktor Nacionalnog instituta standarda i tehnologije koji je rođen u Alamogordu.[8]
- Alan Hale, astronom i suotkrivač kometa Hale-Bopp. Odrastao je u Alamogordu i živi u obližnjem Cloudcroftu.[9]

Predstavnici među političarima su:
- bivši guverner Novog Meksika Edwin L. Mechem i senator SAD iz Novog Meksika koji je rođen je u Alamogordu. ,[10]

Predstavnici među sportašima:
- Adam Frye, igrač američkog nogometa
- Conrad Hamilton, igrač američkog nogometa
- Donna Barton Brothers, jahačica s preko 1100 pobjeda na konjskim utrkama, prva žena koja je dobila džokejsku licenciju

Predstavnici među ostalima:
- Edward Lee Howard, časnik CIA koji je prebjegao u SSSR

## Vanjske poveznice
- Službene stranice Alamogorda
- Trgovinska komora Alamogorda